# نهر مسجد (نصار)
نهر مسجد (بالفارسية: نهرمسجد) هي قرية تقع في إيران في قسم نصار الريفي. يقدر عدد سكانها بـ 14 نسمة .